# Juan Fernández La Villa
Juan Fernández La Villa (Oviedo, Asturias, 4 de junio de 1985) es un jugador de hockey sobre hierba español. Tiene un importante palmarés con España, una medalla de plata en los juegos olímpicos de Pekín 2008, un bronce mundialista, una plata en europeos y cuatro en Champions Trophy.

## Participaciones en Juegos Olímpicos
- Pekín 2008, medalla de plata.
- Londres 2012, sexto puesto.